# Samuel McKee (Politiker, 1774)
Samuel McKee (* 13. Oktober 1774 bei Lexington, Colony of Virginia; † 16. Oktober 1826 im Hickman County, Kentucky) war ein US-amerikanischer Politiker. Zwischen 1809 und 1817 vertrat er den Bundesstaat Kentucky im US-Repräsentantenhaus.

## Werdegang
Samuel McKee besuchte bis 1794 die Liberty Hall Academy in Lexington, aus der die heutige Washington and Lee University hervorging. Nach einem anschließenden Jurastudium und seiner im Jahr 1800 erfolgten Zulassung als Rechtsanwalt begann er in Somerset in diesem Beruf zu praktizieren. Im dortigen Pulaski County war er als Leiter der Landvermessungsbehörde (Surveyor) tätig. 1807 verlegte er seinen Wohnsitz und seine Kanzlei nach Lancaster.
Politisch war McKee Mitglied der Demokratisch-Republikanischen Partei. Zwischen 1802 und 1808 saß er als Abgeordneter im Repräsentantenhaus von Kentucky. Bei den Kongresswahlen des Jahres 1808 wurde er im zweiten Wahlbezirk von Kentucky in das US-Repräsentantenhaus in Washington, D.C. gewählt, wo er am 4. März 1809 die Nachfolge von John Boyle antrat. Diesen Distrikt vertrat er bis zum 3. März 1813. Anschließend wurde er im neugeschaffenen siebten Bezirk erneut in den Kongress gewählt. Dieses Gebiet vertrat er bis zum 3. März 1817 im US-Repräsentantenhaus. Zwischen 1815 und 1817 war er Vorsitzender des Ausschusses zur Verwaltung der öffentlichen Liegenschaften. Während des Britisch-Amerikanischen Krieges von 1812 diente er im Stab von General William Henry Harrison.
Nach seiner Zeit im Kongress arbeitete Samuel McKee wieder als Anwalt. Dann wurde er von Präsident James Monroe in eine Kommission berufen, die sich mit der Schifffahrt auf dem Mississippi und dem Ohio befasste. McKee blieb bis zu seinem Tod im Jahr 1826 Mitglied dieser Kommission.